# Езерский, Радий Фёдорович
Радий Фёдорович Езерский (1930—2013) — российский врач-педиатр, заслуженный деятель науки РФ, доктор медицинских наук, профессор.

## Биография
Родился в семье военнослужащего. В 1936 году его родители были репрессированы: отец, Фёдор Вячеславович Езерский — расстрелян, мать — Мария Авксентьевна Езерская — отсидела в тюрьме 1,5 года. Радий был передан в детский дом, вышедшая на свободу мать забрала его. В 1948 году окончил среднюю школу с золотой медалью, поступив в Хабаровский медицинский институт. Одновременно он поступил на заочное отделение в Институт физической культуры им. Лесгафта (г. Ленинград) по специализации: лёгкая атлетика. Оба института окончил с «красным дипломом» в 1954 году.
После окончания медицинского института выбрал клиническую ординатуру по педиатрии, руководимую академиком АМН СССР, заслуженным деятелем науки РСФСР, профессором Александром Фёдоровичем Туром. Темой его кандидатской диссертации явилась: «Значение альдолазного теста при некоторых заболеваниях у детей». В 1960 году защитил кандидатскую диссертацию в диссертационном совете Ленинградского педиатрического института.
После окончания аспирантуры вернулся в Хабаровск, начав с 1960 году свою преподавательскую деятельность на кафедре детских болезней ХГМИ. Используя наработанный научный опыт и знания, приступил к созданию первой профильной кафедры при вновь созданном педиатрическом факультете и с 1962 г. стал заведующим кафедрой пропедевтики детских болезней. Его докторская диссертация была посвящена тяжелому и распространенному заболеванию детского возраста: «Пиелонефрит у детей (клиника, патогенез и диагностика)». Его научным консультантом являлся также академик А. Ф. Тур. Диссертация была защищена в 1970 г. в диссертационном совете Ленинградского педиатрического института. Постепенно им была создана клиническая база кафедры пропедевтики детских болезней ХГМИ, разработан учебный процесс, внедрены новые методы преподавания для студентов, клинических ординаторов, врачей постдипломного образования: программированный контроль, тестирование, клинические задачи и разборы интересных случаев.
В 1963 г. присвоено ученое звание доцента, в 1971 году — профессора.
В период 1966-73 гг. доцент Р. Ф. Езерский руководил объединенной кафедрой пропедевтики детских болезней педиатрического факультета и кафедры педиатрии лечебного факультета. С 1973 по 1997 гг. заведовал кафедрой пропедевтической и факультетской педиатрии.
С 1963 г. научные интересы Р. Ф. Езерского сосредоточились на вопросах детской нефрологии. Под его руководством на кафедре были освоены передовые функциональные методы исследования почек, что позволило впервые в Дальневосточном регионе выполнять углубленную диагностику данной патологии, дифференцировать и уточнять этиологию и клиническое течение заболевания. Соответственно, применение перспективных и патогенетически обоснованных методов лечения нефропатий у детей существенно повысило эффективность их лечения, улучшило прогноз
Радий Федорович Езерский явился родоначальником дальневосточной клинической школы педиатров-нефрологов. Им была углубленно изучена проблема пиелонефрита у детей, одного из распространенных и тяжелых заболеваний у детей. Собственные многолетние исследования он обобщил в своей монографии: «Пиелонефрит у детей», изданной в 1977 году (издательство «Медицина»). Данная монография явилась попыткой представить проблему с нефрологических позиций. В ней был систематизирован клинический опыт наблюдения за детьми, страдающими пиелонефритом, изучены вопросы функционального состояния почек при данной патологии, уточнен патогенез заболевания, выявлены закономерности развития почечной недостаточности при пиелонефрите. Исследование базировалось на изучении функциональных параметров почки при данной патологии. Проф. Р. Ф. Езерским была систематизирована и дополнена патогенетическая терапия данной патологии. Проф. Р. Ф. Езерский доказал, что эту болезнь должны выявлять и лечить педиатры-нефрологи. Данная монография явилась заметным вкладом в советскую педиатрическую науку.
Проф. Р. Ф. Езерским были выявлены характерные регионарные особенности данной патологии у детей, проживающих на Дальнем Востоке. Так, им была выявлена большая частота пиелонефритоподобных заболеваний, среди которых превалировало поражение почек, обусловленное туберкулезной инфекцией.
Под его научным руководством были защищены 12 кандидатских и 3 докторских диссертаций, опубликовано более 100 научных статей. Все они посвящены проблемам изучения этиологии, патогенеза, клиники и лечения пиелонефрита у детей. Совокупность данных трудов характеризует проф. Р. Ф. Езерского как учёного-педиатра, однго из ведущих детских нефрологов России.
В 1981 году научные исследования проф. Р. Ф. Езерского вошли в комплекс трудов по детской нефрологии, представленный Институтом Педиатрии АМН СССР на соискание Государственной премии СССР (совместно с акад. АМН СССР М. Я. Студеникиным, Ю. Е. Вельтищевым, М. С. Игнатовой, В. П. Матвеевым, В. И. Наумовой).
Р. Ф. Езерский являлся членом проблемной комиссии по нефрологии Министерства Здравоохранения РСФСР, членом правления Всероссийского общества детских врачей, членом редколлегии «Российского педиатрического журнала», председателем краевого научного общества педиатров, председателем специализированного ученого совета. Он неоднократно представлял свои научные наработки на всесоюзных, республиканских, межобластных съездах, симпозиумах, семинарах, международных конгрессах.
За высокие научные достижения, создание научной школы педиатров — нефрологов, указом Президента РФ от 24.09.2002 г. № 1064 ему было присвоено Почетное звание «Заслуженный деятель науки Российской Федерации».